# Cakonica
Cakonica (bułg. Цаконица) – wieś w Bułgarii, w obwodzie Wraca, w gminie Mezdra. Według danych szacunkowych Ujednoliconego Systemu Ewidencji Ludności oraz Usług Administracyjnych dla Ludności, 15 września 2023 roku miejscowość liczyła 58 mieszkańców.